# 尼克·亞當斯
尼克.亞當斯（Nick Adams，（1931年7月10日—1968年2月7日））是美國電影和電視演員，出生於美國賓夕法尼亞州的南提科克。

## 主要電視作品
- 《匹馬單槍（英语：The Rebel (TV series)）》（The Rebel，1959～1961年，主演）

全2季共76集，台灣曾由台視於1967年11月21日～1969年4月29日期間，每週二13:00-13:30播出。

## 主要電影作品
- 《養子不教誰之過》（1955年）
- 《野宴（英语：Picnic (1955 film)）》（1955年）
- 《巨人》（1956年 導演：喬治史蒂文生）-為傑特場的宴會上致辭的旁白語音
- 《聯邦調查局》（1959年 導演：茂文·李洛埃）-傑克·葛拉漢
- 《科學怪人對地底怪獸》（1965年 導演：本多豬四郎）-詹姆斯鮑恩博士
- 《怪獸大戰爭》（1965年 導演：本多豬四郎）-太空人格雷